# Franny Glass
Franny Glass (Montevideo, 6 de enero de 1986) es el proyecto solista del músico uruguayo Gonzalo Deniz, quien también es vocalista en la banda Mersey.

## Historia
Inicialmente, el proyecto de Franny Glass no era solista, ya que bajo el nombre de "Franny Glass & los bla bla bla's" configuraron a partir de marzo de 2006 una banda de la que formaban parte Gonzalo Deniz a cargo de la guitarra acústica y la voz, Germán Deniz en la batería, y Nacho Piña en el bajo. Luego se unirían al proyecto Gabriel Mazza en la guitarra eléctrica y teclado, y Sofía Rodríguez en el violín. Así compuesta la banda llegaría a dar un toque el jueves 19 de octubre de 2006 en El Barril.
Luego de esto, el grupo si bien sigue con los ensayos, cambia su rumbo al punto tal que en el verano del 2007 se convierte en el proyecto solista de Gonzalo Deniz, pasando a ser simplemente "Franny Glass"; de aquí en más su estilo musical se tornará mucho más acústico,
obtendría un estilo pop, folk "cambiaría el acero por el nylon, si es que de cuerdas estamos hablando".
Su primer disco "Con la mente perdida en intereses secretos" son editados y producidos por Gonzalo Deniz y Mauricio Figueredo, se encarga de grabar, mezclar y masterizar una selección de doce temas, que darán surgimiento al antedicho disco. En él, participan como invitados, Maite Zugarramurdi, Leticia Skrycky, Mauricio Figueredo, Sofía Rodríguez.
Paralelamente al lanzamiento del disco independiente, exactamente el 27 de mayo de 2007, Franny Glass actúa por primera vez en La Martinica. A partir de la fecha del debut, hizo varios conciertos en librerías, casas y boliches de la capital uruguaya. Es el 15 de noviembre cuando hace la presentación oficial del disco, en el Teatro Agadu. Dicho disco generó las nominaciones a los Premios Graffiti como mejor disco de rock pop alternativo, mejor diseño de arte, y mejor compositor. El LP fue también seleccionado como uno de los diez discos latinoamericanos destacados del año por el blog “La ventana pop”, del periodista español Blas Fernández.
Ya en diciembre de ese año, Gonzalo Deniz se une con Guillermo Berta para planear la grabación de su segundo disco "Hay un cuerpo tirado en la calle". A partir del año 2008 el artista comienza a presentarse en los balnearios de Rocha, en Buenos Aires y San Pablo.  Asimismo cierra el año presentándose en vivo en el programa uruguayo “Sala tevé” de TV Ciudad.
En el 2009 presenta su segundo disco, titulado Hay un cuerpo tirado en la calle. Acompaña como invitado en presentaciones de Fernando Cabrera y de Luciano Supervielle, así como también colabora con una canción en la película de Enrique Buchichio El cuarto de Leo. En abril de 2010, tiene la oportunidad de acompañar a Xoel López en una gira por España denominada "La Caravana Americana". Xoel López será también el productor de su tercer disco, El podador primaveral, que es editado en el 2011.
En 2013 lanza un nuevo álbum Planes, que al año siguiente obtiene el Premio Graffiti a Mejor Álbum de Música Popular y Canción Urbana y es considerado por la crítica uno de los diez mejores discos del año. Emprende una nueva gira por México, Perú, Brasil y Argentina. 

## Premios y honores
El videoclip de la canción "No pasé durmiendo el invierno" perteneciente al primer disco, es nominado por los Premios Graffiti en la categoría de mejor videoclip. En 2008 estuvo nominado en a los Premios Graffiti como Mejor Compositor, mientras que su segundo disco "Hay un cuerpo tirado en la calle", ganó en 2010 el premio a Mejor Disco de Pop Alternativo.
Fue nuevamente nominado en dos categorías y ganó un Premios Graffiti, por Mejor Álbum de Pop Alternativo en 2012.
Distinguido como Mejor Solista en los Premios Iris en 2012.
Nominado a Mejor Compositor en los Premios Graffiti de 2015 y ganador en la categoría Mejor Álbum de Música Popular y Canción Urbana.

## Discografía
- 2007, Con la mente perdida en intereses secretos.
- 2008, Hay un cuerpo tirado en la calle.
- 2011, El podador primaveral.
- 2014, Planes
- 2017, Desastres naturales.[7]

Cuentan con videos oficiales, la canción No pasé durmiendo el invierno, Los Desconocidos y El amor anda suelto.